# Nkolabona
Nkolabona – miasto w północnym Gabonie,  w prowincji Woleu-Ntem, w departamencie Woleu, położone nieco ponad jeden stopień na północ od równika.